# Södermanlands runinskrifter 21
Södermanlands runinskrifter 21 är en försvunnen vikingatida runsten som funnits vid Hörningsholms slott, Mörkö socken och Södertälje kommun. Runstenen har tidigare legat framför en trappa vid slottet.

## Inskriften
Translitterering av runraden:
[uraiþr ... ...(k)a · litu · risa · staina ·  iarut · faþr · s... ...þ...]
Normalisering till runsvenska:
Vræiðr ... ... letu ræisa stæina [at] Iarund, faður s[inn] ...
Översättning till nusvenska:
Vred [och] ... lät resa stenarna (efter) Järund, sin fader ...